# Sony Xperia Z Ultra
Il Sony Xperia Z Ultra è un phablet Android di fascia alta progettato e prodotto da Sony.
Nome in codice Togari, commercializzato come "lo smartphone Full HD più sottile al mondo", è il primo telefono cellulare che permette agli utenti di prendere appunti o disegnare con una penna o una matita normale.
Come il Sony Xperia Z e lo Z1, il telefono ha una protezione contro la polvere e getti d'acqua a bassa pressione, è impermeabile all'acqua consentendo una immersione fino a 1.5 metri per 30 minuti (IP55 / IP58), è anche infrangibile e resistente ai graffi, il che lo rende il più sottile smartphone con certificazione IP al mondo.

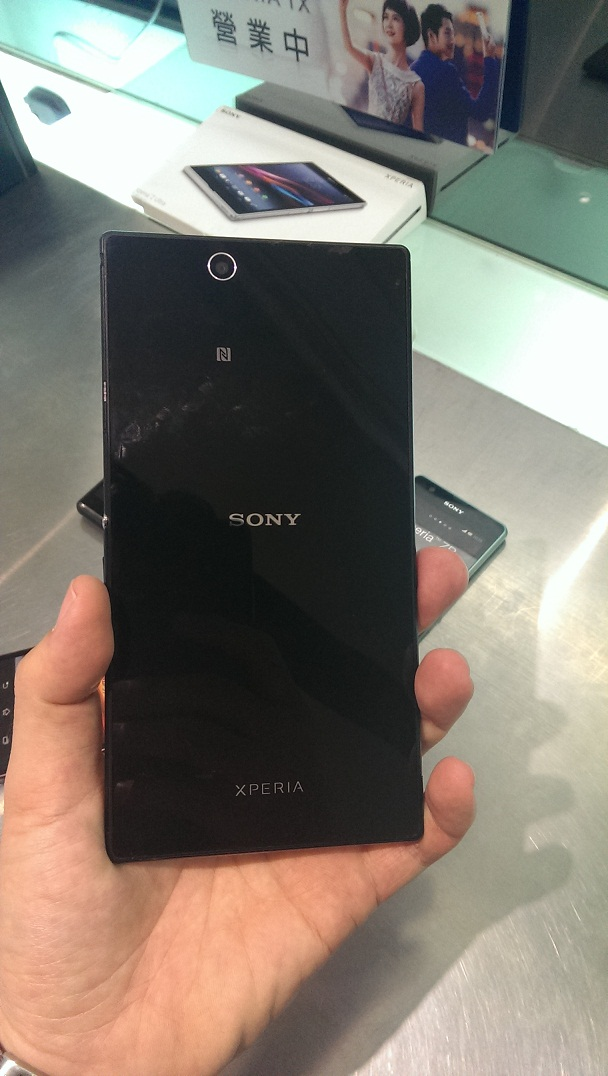
Vista del retro del Sony Xperia Z Ultra
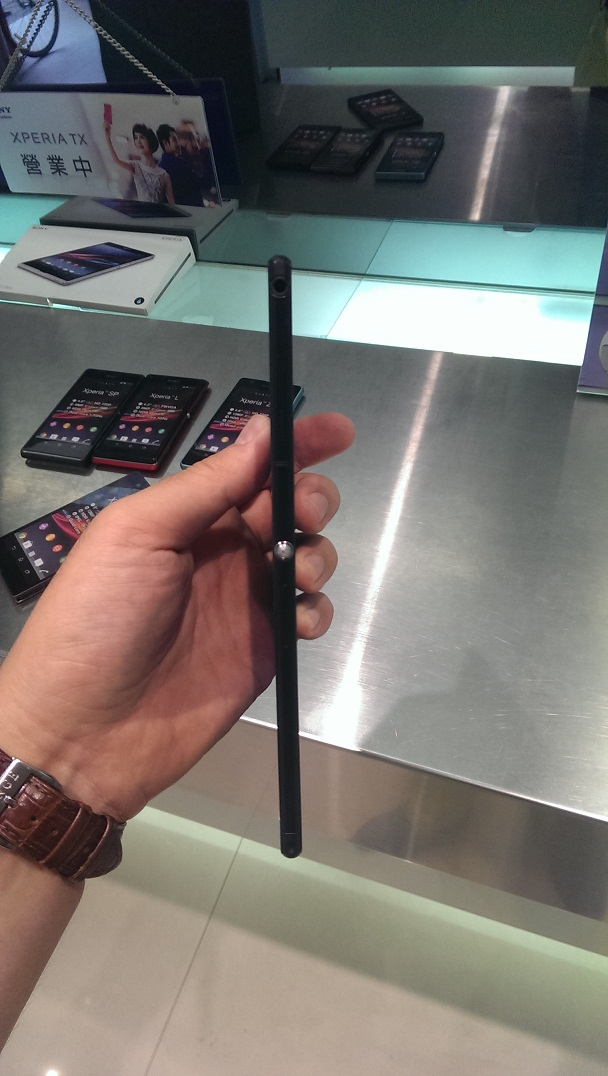
Vista di lato del Sony Xperia Z Ultra